# Under the Radar Vol. 2
Under the Radar Vol. 2 è una raccolta del cantante inglese Robbie Williams, pubblicata il 30 novembre 2017, reperibile dal sito ufficiale del cantante.

## Descrizione
Il disco è la seconda raccolta di B-Sides che segue la prima del 2014, Under the Radar Vol. 1.

## Tracce
1. Satellites – 4:07
2. 9 to 5 – 3:41
3. Ms Pepper – 4:02
4. Bambi – 3:22
5. Eyes On the Highway – 4:22
6. Speaking Tongues – 3:37
7. Go Mental (feat. Big Narstie & Atlantic Horns) – 3:28
8. Run It Wild – 3:42
9. Numb – 4:03
10. Andy Warhol – 4:00
11. My Fuck You To You – 3:42
12. Weakness – 4:15
13. Booty Call – 2:56
14. On the Fence – 2:56
15. International Entertainment – 2:56